# Мірта Масса
Мі́рта Тересі́та Ма́сса (ісп. Mirta Teresita Massa) — колишня аргентинська модель, художниця та акторка, переможниця конкурсу краси Міс Інтернешнл 1967 року.
Мірта Масса народилася в Буенос-Айресі. Починала кар'єру як подіумна модель, мала досвід роботи рекламною моделлю і знімалася в декількох фільмах. 1967 року Мірта Масса стала першою аргентинкою, яка перемогла на конкурсі краси Міс Інтернешнл. Вона друга латиноамериканка, яка перемогла в конкурсі після переможниці 1960 року Стели Маркес з Колумбії.
Мірта була двічі одружена — з лікарем Хорхе Мінгільйоном та іспанським аристократом Трістаном Моренесом, але не мала дітей. Також вона мала численні романи, зокрема з іспанським співаком Хуліо Іглесіасом, аргентинським тенісистом Гільєрмо Віласом, боксером Віктором Галіндесом, автогонщиком Хуаном Мануелем Фанхіо.
1987 року Мірта завершила роботу моделі й присвятила своє життя мистецтву, вивчала живопис у майстернях відомих аргентинських художників, як-от: Діана Довек, Луїс Дебаросмура і Оскар Боні. Виставки її робіт проходили в різних галереях і культурних центрах Буенос-Айреса, зокрема Пале-де-Глас і Реколета, а також в іспанському місті Пальма де Майорка. 
З 2016 року хворіє на важку психічну хворобу, через яку не з'являється на публіці.

## Фільмографія
- 1970: El sátiro
- 1970: El ángel de la muerte
- 1972: Destino de un capricho
- 1975: La super, super aventura